# برونو گسپر
برونو گسپر (انگلیسی: Bruno Gaspar؛ زادهٔ ۲۱ آوریل ۱۹۹۳) بازیکن فوتبال اهل پرتغال است.
از باشگاه‌هایی که در آن بازی کرده‌است می‌توان به باشگاه فوتبال فیورنتینا و باشگاه فوتبال ویتوریا گیماریش اشاره کرد.
وی همچنین در تیم‌های ملی فوتبال زیر ۱۶ سال پرتغال، زیر ۱۸ سال پرتغال، زیر ۲۱ سال پرتغال، و آنگولا بازی کرده‌است.